# 스코틀랜드 제2치리서
스코틀랜드 제2치리서(영어: Second Book of Discipline (Church of Scotland))는 스코틀랜드 교회에서 교회 질서를 규제하기 위한 장로교 정치에 가장 근접한 스코틀랜드교회 치리서이다. 
1578년에 채택되었으며, 웨스트민스터 신앙고백은 스코틀랜드 장로교의 영향을 받아 장로교 표준문서를 작성하였다.
이 치리서를 작성한 자는 존 녹스의 후계자인 앤드류 멜빌이다. 이를 계기로 1592년에 스코틀랜드에 장로교가 국교화로 되었다.

## 특징
노회가 곧 교회라는 것에 대해 명확하게 제시되었다. 교회치리제도 장로교회로 정리되는 데 장로직제의 향존성을 두었다. 교회 권력과 세속 권력의 명확한 분리를 명시하였다. 위정자는 기독교인이어야 하며, 교회가 타락할 때는 바로 잡아야 하고, 정상적으로 목회가 이루어지면, 사역의 최적화가 이루어지도록 노력할 것을 명시하였다. 항시적인 4직제에 다하여 목사 혹은 감독, 박사 혹은 교사, 장로, 집사로 구분하였다. 지방 영주들에 의한 목사 임명에 반대하였고, 회중에 의한 목사 임명을 지시하였다. 감독들이 타 교회를 지도하는 것에 대하여 중단하였다.

## 내용
- 제1장: 교회와 그 정치체제 일반과 시민 정치 체제와의 차이에 대해서
- 제2장: 교회의 정체와 직임들에 대해서
- 제3장:  교회의 직임을 얻고, 받아들여지는 방법에 대하여
- 제4장: 목사직에 대해서
- 제5장: 교회의 박사, 즉 교사직, 그리고 학교에 대하여
- 제6장: 장로들과 그들의 직임에 대하여
- 제7장: 장로들의 모임, 회의체들, 그리고 치리에 관하여
- 제8장: 집사와 그 직임에 대해서
- 제9장: 교회의 재산과 그 배분에 관하여
- 제10장:  기독교적 통치자의 직임에 대하여
- 제11장: 아직까지 교회에 남아 있는 개혁해야 할 점들에 대하여
- 제12장: 우리들이 갈망하는 개혁
- 제13장: 이런 개혁의, 모든 지위의 사람들에 대한, 유용성에 대하여

## 참고 문헌
- 스코틀랜드 장로교회의 제2치리서 (장대선 번역 및 해설, 고백과문답, 2019)
- 스코틀랜드 교회 '제2치리서'에 나타난 장로교회 모습 (이승구 교수, 2014)